# László Márkus
Dans le nom hongrois Márkus László, le nom de famille précède le prénom, mais cet article utilise l’ordre habituel en français László Márkus, où le prénom précède le nom.
László Márkus, né le 10 juin 1927 à Budapest – mort le 30 décembre 1985 dans la même ville, est un acteur hongrois.